# Óscar Guillermo Giménez Irala
Óscar Guillermo Giménez Irala (n. Asunción, Paraguay; 26 de abril de 1990) es un futbolista paraguayo. Juega de delantero y su equipo actual es el Sportivo Trinidense.

## Trayectoria
Realizó las inferiores en el Club Nacional (Paraguay). En el primer semestre del año 2016 jugó en el Club General Caballero del barrio Zeballos Cué de Asunción, marcó 8 goles y fue el capitán del equipo. Para el segundo semestre del 2016 gracias a su buen desempeño fue transferido al Club Libertad.

## Clubes
| Club                | País     | Año         | Goles |
| ------------------- | -------- | ----------- | ----- |
| General Caballero   | Paraguay | 2016        | 8     |
| Libertad            | Paraguay | 2016 - 2017 | 1     |
| General Díaz        | Paraguay | 2017        | 3     |
| Olimpia             | Paraguay | 2018        | 1     |
| Libertad            | Paraguay | 2018        | 0     |
| Sol de América      | Paraguay | 2019        |       |
| River Plate         | Paraguay | 2019        |       |
| Sportivo Trinidense | Paraguay | 2021 - act. |       |

## Palmarés

### Campeonatos nacionales
| Título          | Club     | País     | Año  |
| --------------- | -------- | -------- | ---- |
| Torneo Apertura | Libertad | Paraguay | 2017 |
| Torneo Apertura | Olimpia  | Paraguay | 2018 |